# 織田長孝
织田长孝（日语：／ Oda Nagataka，？—1606年8月8日），是日本安土桃山时代至江户时代初期的武将、大名，美浓国野村藩初代藩主。出身于织田氏，是织田信秀之孙。别名长一，通称源二郎，官位为从五位下河内守。

## 生涯
长孝是织田信秀之子织田长益（有乐斋）的长子，幼名赤千代。
关原之战之前长孝领有美浓国大野村500石的领地。在慶長五年（1600年）的关原之战中，同父亲长益一同加入德川家康领导的东军参加本战。在本战中，他与败逃的西军武将户田重政军对阵，用枪刺中重政的头部，杀死了重政，并且还取得了重政的嫡子户田内记的首级，立下了战功。凭借这一战功，长孝被家康赐予美浓大野郡一万石的领地，建立了野村藩。
长孝于庆长十一年七月五日（1606年8月8日）去世，法号为照巌玄高。
另外，长孝虽然是织田长益的长子，但他并不是长益的正室云仙院（平手政秀之女）所生，因此正室所生的次子赖长才是嫡子。也正因为如此，长孝在关原之战中立下的功劳并没有被归于父亲长益，而是被单独进行赏赐。

## 逸话
- 据说，长孝在关原之战上使用的是村正所打造的枪，德川家康在战后验尸的时候被这把枪伤到了手指。这被认为是村正造武器诅咒德川家的依据之一。[4][5]

## 系譜
长孝没有立正室，有四子五女。
- 父：织田长益
- 母：不详
- 正室：无
- 生母不明的子女
  - 長子：织田长则，野村藩（日语：野村藩）第二代藩主。
  - 次子：织田長政，加贺藩前田家家臣，领2600石。
  - 三子：织田织部，仕于加贺藩支藩大圣寺藩藩主前田利治（日语：前田利治），领3千石。
  - 四子：村井长家，初名长光、加贺藩家臣村井長次（日语：村井長次）养子。
  - 女儿：不破光昌室
  - 女儿：冈田善同正室
  - 女儿：木村重成室
  - 女儿：津田某室
  - 女儿：本多景次[6]正室

## 脚注
1. 1 2 3 4 5 6 7 8 9 10 11  . dl.ndl.go.jp.   [2020-02-29]. （原始内容存档于2020-02-20） （日语）.
2. ↑  『日本戦史・関原役』
3. ↑  高柳 & 松平 1981，第164頁.
4. ↑  参见村正#「妖刀村正」的傳說
5. ↑  改正三河後風土記，1699p
6. ↑  本多康俊之子